# Driebergen-Rijsenburg
Driebergen-Rijsenburg /ˈdriːˌbɛrɣən ˈrɛɪ̯zənˌbœrx/ è una località dei Paesi Bassi situata nella municipalità di Utrechtse Heuvelrug, nella provincia di Utrecht.
Nel gennaio 2006 è stato fuso nel comune di Utrechtse Heuvelrug insieme ai comuni di Amerongen, Doorn, Leersum e Maarn.